# Distanciament físic de seguretat

Presentació gráfica dels efectes de la distanciació per a una epidèmia.

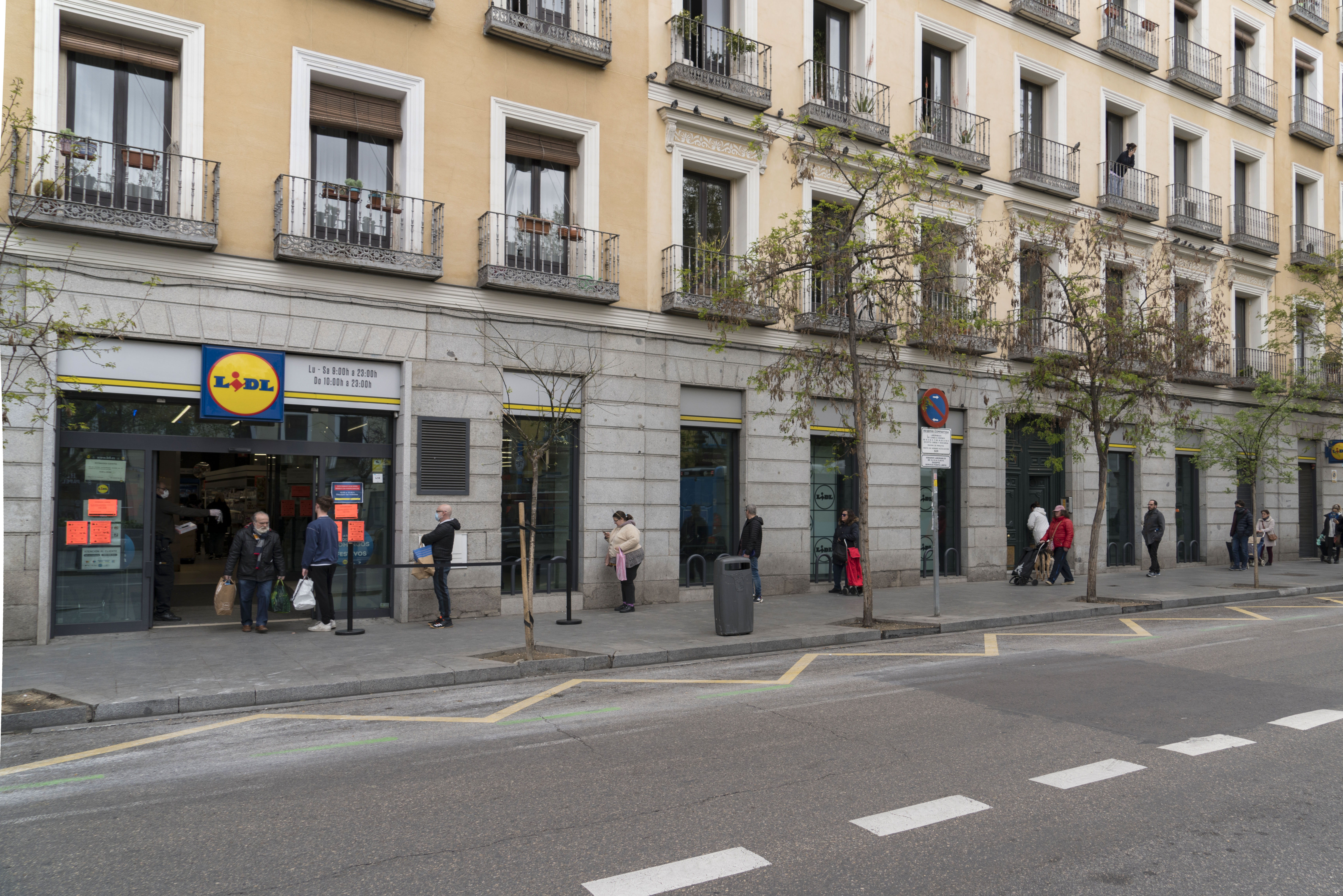
Manteniment de distància entre les persones en una cua de compres, durant la pandèmia de COVID-19.

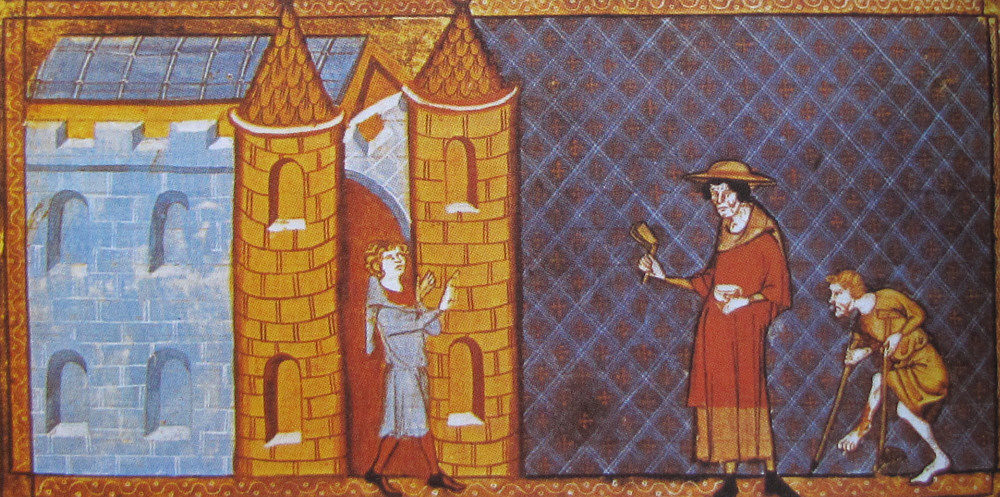
Dues personens amb lepra se'ls nega l'entrada a la ciutat. Xilografia de Vincent de Beauvais,.

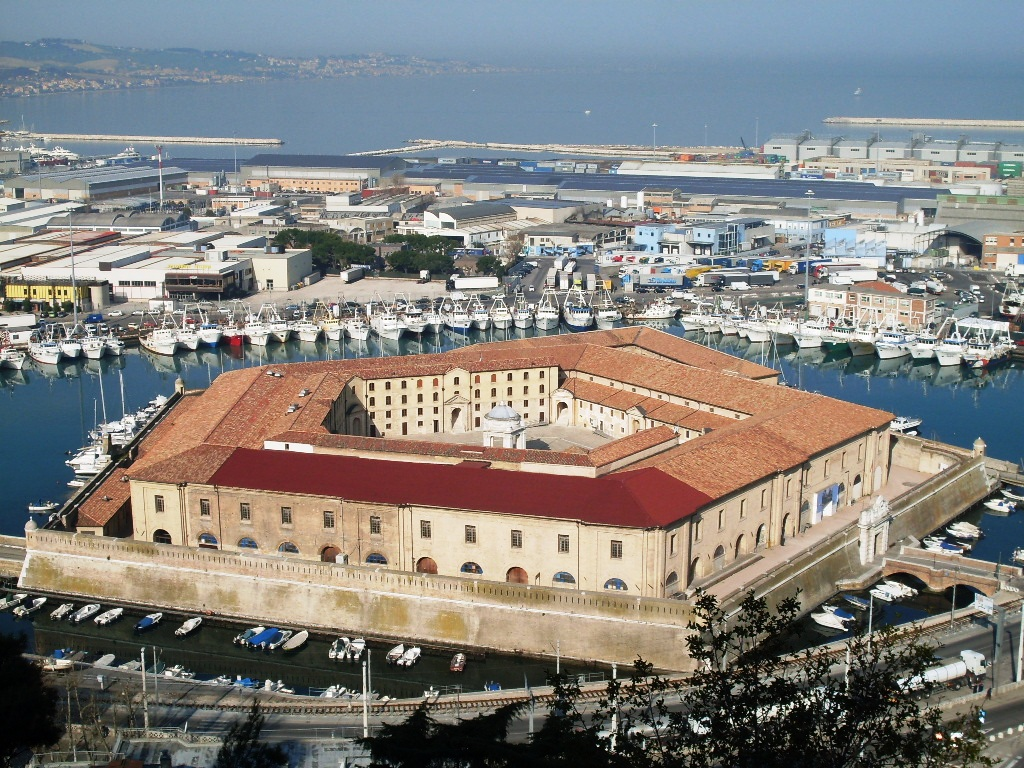
Lazzaretto di Ancona és un batiment al port d''Ancona a Itàlia. Fou construït en una illa artificial, per l'ús com llatzeret per quarantena.

El distanciament social (o distanciació social), o més adequadament distanciament (físic) de seguretat o (senzillament) distanciament físic, el terme de és un tipus de mesures no mèdiques, amb motiu de frenar la propagació d'una malaltia contagiosa en una població. L'objectiu de la distància social és reduir els contactes entre persones infectades i no infectades, minimitzar la transmissió de la infecció i finalment la mortalitat d'aquesta infecció. Una acció similar és la quarantena, però aquesta normalment només afecta un grup menor i no un grup llarg o tota una població.

## Funció
El distanciament físic de seguretat és més eficaç quan una infecció pot propagar a través de gotetes en suspensió aèria (tos o esternut) o via contactes físiques directes. Aquesta eficàcia també incluïa situacions amb infeccions a través de contacte indirecte (tocant un superfície afectat) o via l'aire (si els organismes de contaminació poden viure per un temps estret).
Mesures de distanciament físic poden ser menys eficaç quan la infecció es propaga principalment a través d'aliments o vectors (com mosquits o altres insectes).
Mesures coordenades de distanciament físic pot frenar o retardar els efectes d'una epidèmia o pandèmia. Podria ser favorable en una situació quan una epidèmia amenaça d'ocupar tots els recursos assistencials. D'altra banda, els efectes econòmics i socials poden créixer, quan una gran quantitat d'empreses i activitats dins d'una societat es tanquen.

## Història
Una de les referències més antigues de distanciament físic data del segle vii aC i s'esmenta al Levític de la Bíblia. Es diu: «Mentre li duri el mal, serà ritualment impur. Com a impur, viurà aïllat fora del campament.»
Colònies de lepra i llatzerets són fenòmens relacionats. Es van establir com una eina per frenar la propagació de lepra i altres maltalties contagioses, fins que la infecció és més coneguda i fins que s'estableixen millors tractaments.
Després del segle xx, el distanciament físic s'ha utilitzat com una eina en relació de maltaties graus, epidèmies i pandèmies. Un exemple recent és la Pandèmia per coronavirus de 2019-2020, on s'ha introduït restriccions a les concentracions de persones, s'han tancat escoles i fàbriques, cancel·lat o ajornat una gran quantitat d'esdeveniments esportius, i declarat grans ciutats i països en quarantena.